# Parc naturel régional du Sirente-Velino
Le parc naturel régional du Sirente-Velino est un espace naturel protégé créé dans les Abruzzes en 1989, dans la province de L'Aquila,.
Le siège administratif est situé à Rocca di Mezzo.

## Historique
Le parc naturel régional a été créé par la Région des Abruzzes. Deux mesures visant à redéfinir la zone du parc ont été émises avec les lois régionales de 2011. La zone protégée couvre une superficie d'environ 54 361 hectares.
Il comprend les territoires des massifs du Mont Velino et du Mont Sirente, réunis sous la dénomination commune de la chaîne Sirente-Velino (it), et les territoires adjacents à ceux-ci comme le plateau de Rocche, les Piani di Pezza et une partie de la plaine de Campo Felice, se connectant directement au nord-ouest avec la réserve régionale de la Montagne della Duchessa dans la région du Latium et incluant en son sein la réserve naturelle du Mont Velino.

## Flore

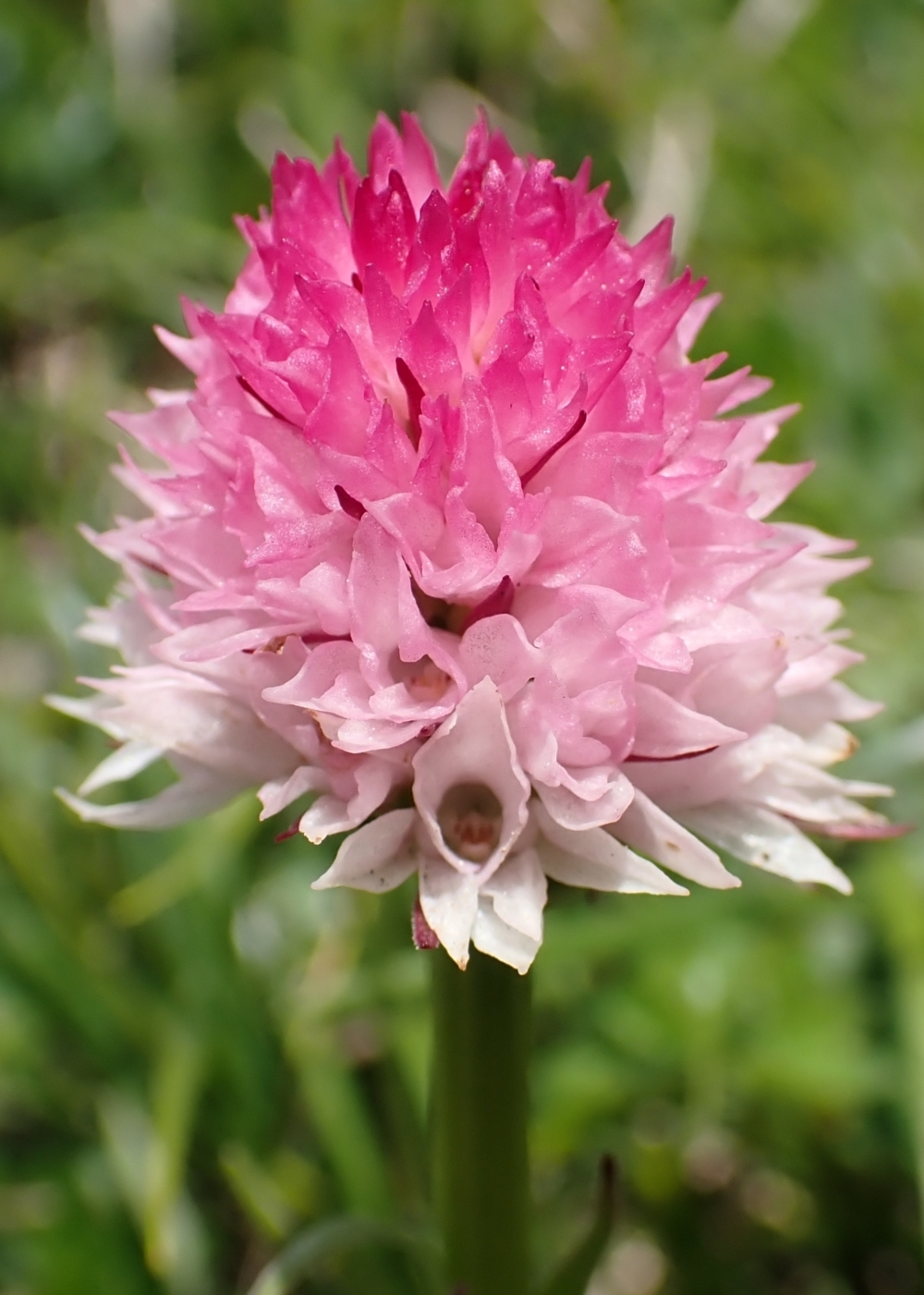
Gymnadenia widderi.

Il existe 1926 entités floristiques enregistrées dans le parc. La flore est d'importance scientifique et comprend des espèces jamais signalées auparavant dans le massif du Velino : Gymnadenia widderi (en), Orchis spitzelii et Paeonia officinalis. Il faut également rappeler la présence de reliques de végétation de l'époque glaciaire telles que : Saxifraga marginata (en). Dans les bois, les hêtres et les bouleaux prédominent.

## Faune
La présence de 216 espèces de vertébrés, 149 oiseaux, 43 mammifères, 13 reptiles et 11 amphibiens a été constatée, selon le site officiel du parc.

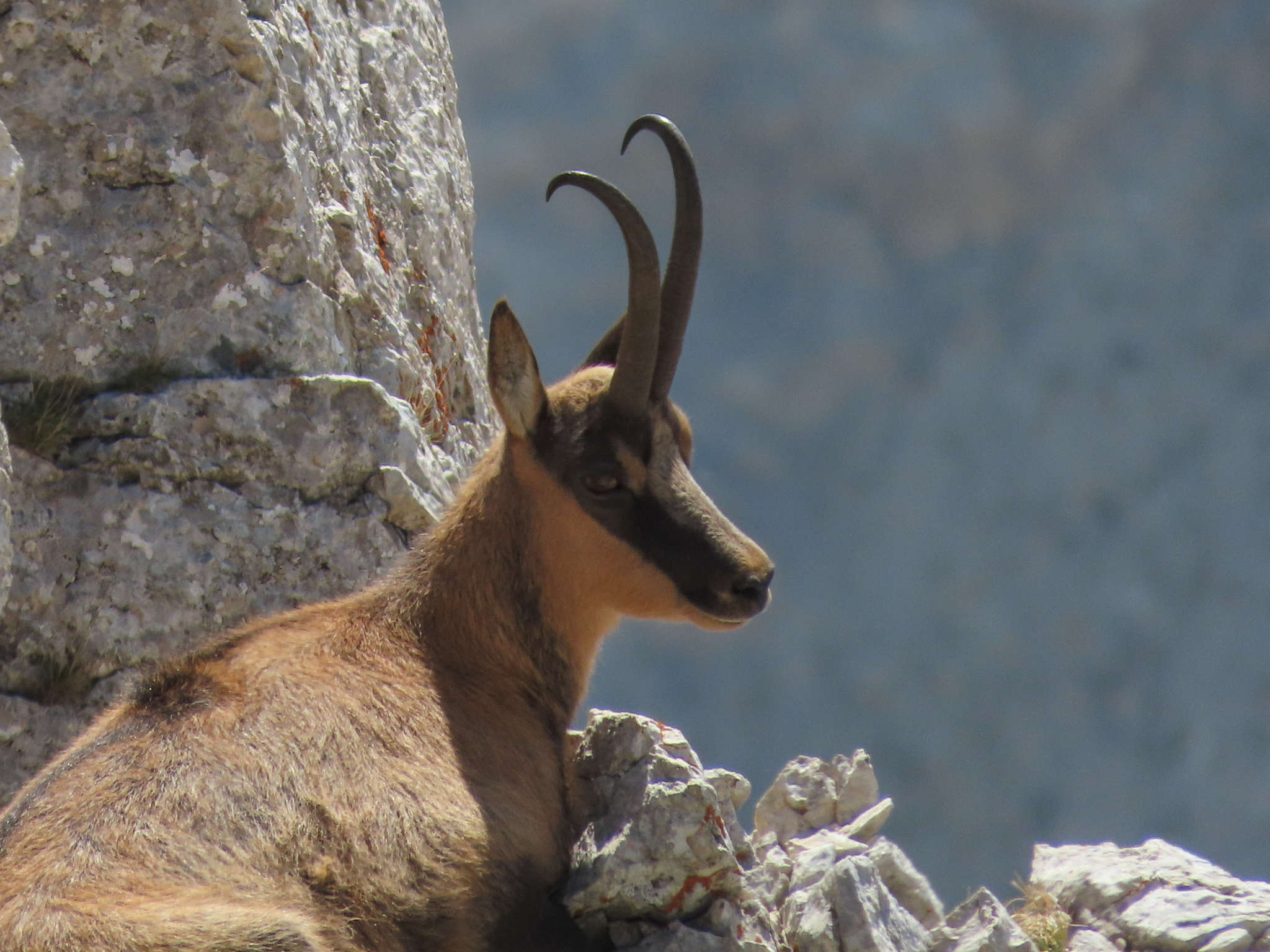
Chamois des Apennins.

La présence constante du loup s'accompagne de celle du renard, du chevreuil, du lièvre, de la fouine et de la belette. En 1990, un grand groupe de cerfs a été relâché, provenant de la forêt de Tarvisio et du parc national du Stelvio.
En 2013, un programme de réintroduction du chamois des Apennins (Rupicapra pyrenaica ornata (it)) a commencé : certains spécimens, prélevés dans les montagnes de la Majella et dans d'autres réserves fauniques, ont été relâchés sur le versant nord du mont Sirente. En 2021, une soixantaine d'individus ont été enregistrés.

## Lieux d'intérêt
- La Tour d'Aielli du XIVe siècle et son musée de la lune,
- La Tour Piccolomini du XIIIe siècle à Pescina,
- Le Château Piccolomini du XVe siècle à Celano,
- Le Château de Gagliano Aterno du XIVe siècle,
- Le Château d'Ocre du XIIe siècle,